# Žďáření

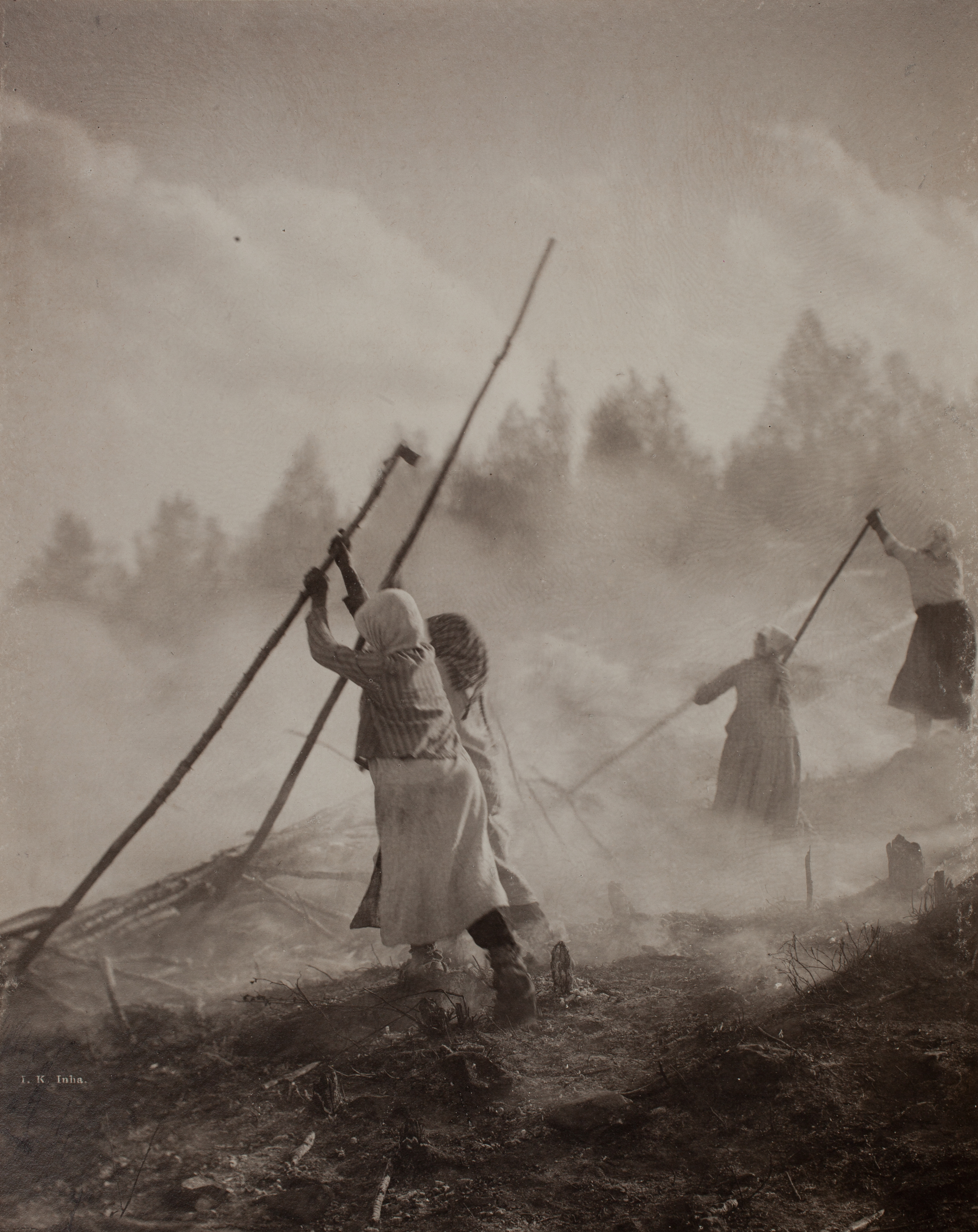
Into Konrad Inha: Žďáření ve Finsku (1893)

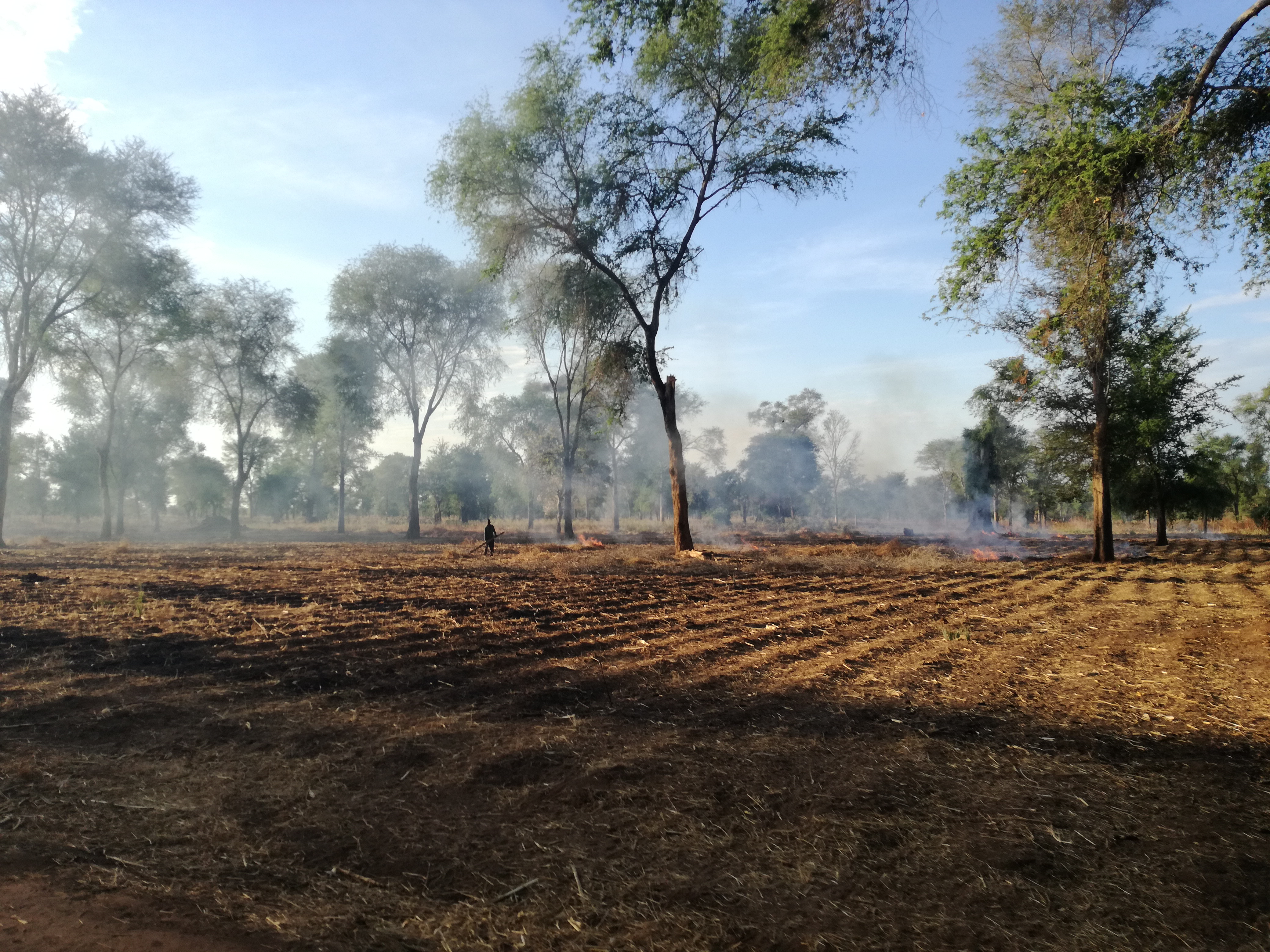
Žďáření ve Malawi (2017)

Žďáření je způsob získání zemědělské půdy pomocí vypálení lesního porostu nebo křovin. Původ žďáření sahá do počátku zemědělství, tzv. kopaničářství. Ke zpracování lesní půdy se používaly motyky a časem i lehká rádla. Žďáření vyžadovalo delší čas, a pokud nebylo dobře naplánováno, mohlo dojít k rozsáhlému požáru.
Z důvodu odstranění rizika požáru se někdy používalo raději mýcení lesa.